# União Bandeirante FC
União Bandeirante FC was een Braziliaanse voetbalclub uit de stad Bandeirantes in de staat Paraná.

## Geschiedenis
De club werd opgericht als Usina Bandeirante Futebol Clube in 1964. Na een fusie met de club Guarani werd de naam União Bandeirante aangenomen. In 2006 werd de club ontbonden.